# Typhlodromus loralaiana
Typhlodromus loralaiana är en spindeldjursart som först beskrevs av Muma 1967.  Typhlodromus loralaiana ingår i släktet Typhlodromus och familjen Phytoseiidae. Inga underarter finns listade i Catalogue of Life.